# Platja de La Taluxa
La Platja de La Taluxa, se situa a la parròquiade Candás, en el concejo de Carreño. S'emmarca en les platges de la Costa Central asturiana i presenta un paisatge envoltat de penya-segats.

## Descripció
La platja no presenta cap mena de servei i és molt poc freqüentada.
Es pot considerar a aquesta platja com una recòndita cala de petites dimensions, amb llit format d'una sorra de grà mitjà i daurat, i grava. És poc freqüentada, potser perquè l'accés és complicat, la qual cosa fa que habitualment només siga freqüentada per pescadors.
Es pot accedir a ella des de la propera Platja de San Pedro de Antromero, ja que el dipòsit de pedres que hi ha a la dreta d'aquesta platja permet endinsar-se en la Taluxa, platja que es coneix popularment com la «Platja de Les Monxes ».
Presenta forma de petxina, i es pot destacar la presència en els seus voltants d'una molt petita cala coneguda amb el nom de "El Pisón", utilitzada com a zona de pesca recreativa. També es pot observar a la platja les restes d'una politja utilitzada per a l'extracció de ocle (alga que forma denses praderies en el fons sorrenc dels mars, i la qual, després de la seva maduració a finals d'estiu, en produir-se les primeres marees fortes de fons, es desprèn per surar amb els corrents que les porten fins a la platja on es queden encallades en les sorres amb la baixamar).